# Gabriel González
Gabriel González Chávez (Itapé, 18 marzo 1961) è un ex calciatore paraguaiano, di ruolo centrocampista.

## Caratteristiche tecniche
Centrocampista offensivo d'impostazione, arrivò anche a ricoprire il ruolo di attaccante.

## Carriera

### Club
Fratello dell'arbitro di calcio Epifanio González, dopo aver debuttato con l'Olimpia di Asunción fu acquistato dall'Atlético di Madrid, compagine spagnola che gli offrì dunque la possibilità di giocare in Europa. Con la maglia della squadra iberica scese in campo per due stagioni, mettendosi particolarmente in evidenza nel corso della prima, in cui andò a segno per 15 volte. Dopo una stagione all'Albacete, fece ritorno in patria, dapprima con il Cerro Porteño e in seguito tornando a vestire i colori dell'Olimpia. La formazione della capitale visse un periodo molto positivo nei primi anni 1990, e González prese parte alle vittorie in Libertadores e Supercoppa Sudamericana, che portarono alla conquista della Recopa senza colpo ferire, in virtù del doppio successo nelle altre due competizioni internazionali. Nel 1993 lasciò poi il Paraguay per l'Argentina, firmando per l'Estudiantes di La Plata, per cui disputò la stagione 1993-1994. Lasciata la formazione bianco-rossa si accasò al Colón di Santa Fe, di cui divenne uno dei giocatori maggiormente amati, grazie alle sue prestazioni decisive per la promozione dalla Primera B Nacional alla Primera División. Esaurita l'esperienza argentina, fu ancora all'Olimpia, con cui vinse altri quattro titoli nazionali. Il 31 agosto 2001 González aggredì l'arbitro Benito Lugo al 67º minuto di Sportivo Luqueño-Olimpia, giocata ad Asunción; ammonito per la seconda volta, lo prese a pugni. Denunciato dal direttore di gara, fu anche squalificato: mentre inizialmente fu deliberata una squalifica a vita, essa fu poi ridotta a una durata di due anni e mezzo. Tornò dunque in campo per una partita nel marzo 2004, ritirandosi in quello stesso mese dall'attività in via definitiva.

### Nazionale
González debuttò in Nazionale il 14 giugno 1987, durante la gestione Parodi. Fu poi impiegato come titolare durante la Copa América 1987, primo torneo ufficiale cui il trequartista prese parte. In tale competizione, González scese in campo contro Bolivia e Colombia (da subentrato). Non convocato per la Copa América 1989, rientrò in Nazionale in occasione della Copa América 1991, giocata in Cile. In questo torneo fu presente dall'inizio in tutte e quattro gli incontri giocati dal Paraguay, contro Argentina, Cile, Perù e Venezuela. L'ultima manifestazione ufficiale di González fu la Copa América 1993, tenuta in Ecuador: fu titolare nelle prime due gare, contro Cile e Perù, mentre nella partita finale del girone contro il Brasile sostituì Luis Monzón al 68º minuto.

## Palmarès

### Club

#### Competizioni nazionali
- Campionato paraguaiano: 7

Olimpia: 1988, 1989, 1993, 1997, 1998, 1999, 2000

#### Competizioni internazionali
- Coppa Libertadores: 1

Olimpia: 1990
- Supercoppa Sudamericana: 1

Olimpia: 1990
- Recopa Sudamericana: 1

Olimpia: 1991